# جرذ القمة
جرذ القمة (الاسم العلمي Rattus baluensis) هو نوع من القوارض في ينتمي إلى فصيلة الفأرية. تم العثور عليه فقط على جبل كينابالو، ماليزيا، وسُجل على ارتفاعات تتراوح بين 1524 و3810 متر.
جرذان القمة لديها علاقة متبادلة مع أنواع من نبات الإبريق العملاقة، نابنط راجا. مثل زبابة الشجر الجبلية، حيث أنها تتبرز في فخاخ النبات أثناء زيارتها لها لتتغذى على إفرازات حلوة فاكهية من الغدد على غطاء الإبريق.